# تشاكرتة (فين)
تشاکرتة (بالفارسية: چاکرته) هي قرية تقع في إيران في قسم فين الريفي. يقدر عدد سكانها بـ 148 نسمة بحسب إحصاء 2016.